# Operazione Rembrandt
Operazione Rembrandt (Night Watch) è un film per la televisione del 1995 diretto da David Jackson ed è stato girato ad Hong Kong. Il film è meglio conosciuto come Detonator 2 ed è il sequel del film Death Train diretto dallo stesso regista.

## Trama
Gli agenti Michael Graham e Sabrina Carver ricevono l'incarico di indagare sulla scomparsa del quadro La ronda di notte di Rembrandt, avvenuta in un furto notturno ad Amsterdam.